# Раскрытая красота
«Раскрытая красота» (англ. Beauty Revealed) — портретная миниатюра американской художницы Сары Гудридж, созданная в 1828 году.
Уникальный автопортрет, выполненный художницей, когда ей было сорок лет, был подарен американскому государственному деятелю Дэниелу Уэбстеру, который, возможно, был её любовником — таким образом она могла хотеть спровоцировать его жениться на ней. Хотя Уэбстер (после смерти жены) женился на другой, его семья хранила портрет до 1980-х годов, когда он был продан на аукционе Christie’s супругам Глории и Ричарду Мэнни. Позже, в 2006 году, пара передала миниатюры своей коллекции произведений искусства, включая Beauty Revealed, Метрополитен-музею в Нью-Йорке.

## Описание
«Раскрытая красота» — автопортрет Сары Гудридж, на котором изображена её обнажённая грудь, представленная в градации цвета, что создаёт трёхмерный эффект. Художнице было сорок лет, когда она написала эту миниатюру; по словам искусствоведа Криса Паккарда, её грудь кажется моложе, с «равновесием, бледностью и плавучестью» («balance, paleness, and buoyancy»), которые отчасти пронизаны гармонией света, цвета и равновесия.
Работа размером 6,7 на 8 см представляет собой акварельную живопись на слоновой кости и находится в футляре. Изначально она была установлена на бумажной подложке, на обороте которой указана дата «1828».

## История
Сара Гудридж была плодовитой художницей-миниатюристкой из Бостона, штат Массачусетс. У неё была длительная связь с Дэниелом Уэбстером, политиком, который начал службу в качестве сенатора от Массачусетса в 1827 году. Вебстер отправил ей более сорока писем между 1827 и 1851 годами, и с течением временем его послания к художнице становились всё более нежными: его последние письма были адресованы «Моему дорогому, доброму другу», что не характерно для его обычного стиля писем. Гудридж создала более дюжины его портретов и посещала Уэбстера в Вашингтоне, округ Колумбия, по крайней мере дважды — один раз в 1828 году после смерти его первой жены и ещё раз в 1841—1842 годах, когда политик разошёлся со своей второй женой.
- Сара Гудридж
- Дэниел Уэбстер

Свою «Раскрытую красоту» Сара Гудридж завершила в 1828 году, вероятно, глядя на себя в зеркало. Она послала свой портрет Уэбстеру, который только недавно стал вдовцом. Американский художественный критик Джон Апдайк предположил, что художница таким образом намеревалась предложить себя Дэниелу Уэбстеру; он писал, что миниатюра, кажется, говорит: «Мы в вашем распоряжении, во всей нашей красоте из слоновой кости, с нашими нежными сосками». Но политик решил жениться на другой, более состоятельной женщине.
После смерти Уэбстера подаренная ему «Раскрытая красота» продолжала храниться в семье, вместе с другим автопортретом, который ему прислала художница. Потомки политика считали, что Гудридж и Уэбстер были помолвлены. Картина в конечном итоге была продана с аукциона Christie's по цене 15 000 долларов и прошла через галерею Alexander Gallery в Нью-Йорке, прежде чем её купили супруги-коллекционеры Глория и Ричард Мэнни.
Данная работа была одной из более чем трёхсот портретных миниатюр, собранных парой, которые они передали в Метрополитен-музей в 2006 году в рамках соглашения о дарении/покупке своей коллекции. Два года спустя «Раскрытую красоту» включили в ретроспективу «The Philippe de Montebello Years: Curators Celebrate Three Decades of Acquisitions», на которой были представлены работы, приобретённые во время пребывания на посту директора музея уходящего на пенсию Филиппа де Монтебелло (занимал должность директора Метрополитен-музея с 1977 по 2008 год).